# Hida'ar
Hida'ar o també Hidar, va ser un rei de Mari a l'antiga Mesopotàmia, una ciutat-estat molt important pel seu comerç al curs mitjà de l'Eufrates. Va regnar cap a l'any 2300 aC.
El seu nom es menciona tant a les Tauletes d'Ebla com a les Tauletes de Mari, i totes dues fonts el fan el penúltim rei de Mari abans de la conquesta d'aquest país per Sargon d'Accad. Durant el seu regnat, Sargon "rei d'Accad, sacerdot d'Ixtar, rei de Kix, l'ungit per Anum, governador d'Enlil (Nippur)" segons els títols d'una inscripció, va conquerir Uruk, va capturar en una batalla Lugal-Zage-Si, rei d'Umma, va ocupar Uruk i Ur, i va governar des del mar superior fins al mar inferior, és a dir, des del golf Pèrsic fin al Mediterrani. Hida'ar i el rei d'Elam se li van oposar, i Sargon va ocupar els territoris d'Elam i una gran part del territori de Mari, però no encara la capital. Ho va fer en temps del successor d'Hida'ar, Ishqi Mari.